# بنفشه مسقطی
بنفشه مسقطی (نام علمی: Viola cinerea) نام یک گونه از سرده بنفشه است. جنس یا سردهٔ بنفشه در ایران ۱۴ گونه گیاه علفی یکساله یا چند ساله دارد.